# 5709 Tamyeunleung
5709 Tamyeunleung este un asteroid din centura principală, descoperit pe 12 octombrie 1977, de Observatorul Zijinshan.